# Móng (động vật)

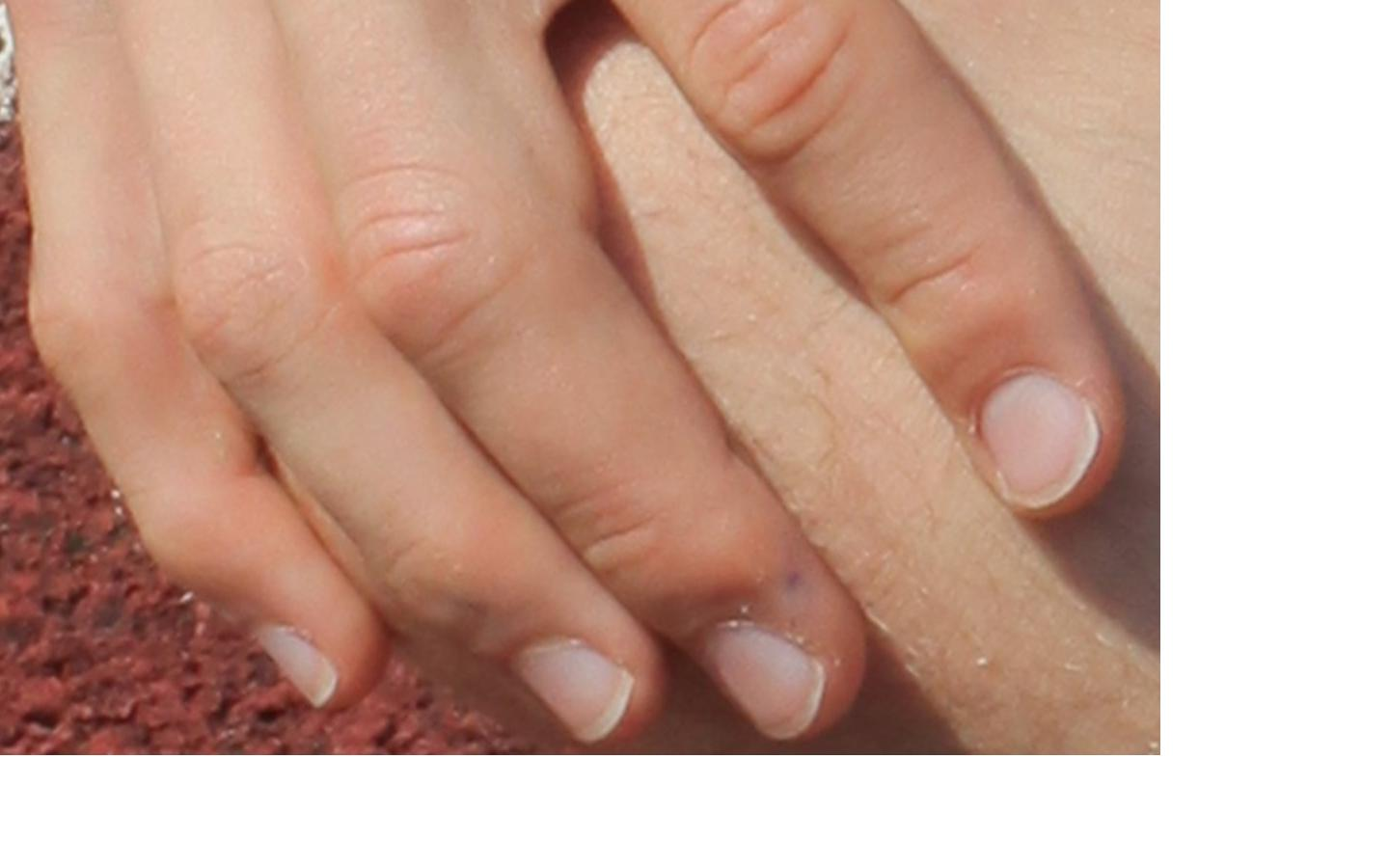
móng tay ở người

Móng là lớp bao phủ mặt lưng ở ngón tay và ngón chân của người và động vật linh trưởng, cùng một số động vật có vú khác. Móng tương tự với vuốt ở nhiều động vật khác. Trong cách sử dụng thông thường, móng dùng để chỉ phần nhô ra của móng. Móng được làm từ một loại protein được gọi là keratin (chất sừng), chất này còn cấu tạo nên sừng, tóc và một phần của da.